# Скелтон, Ред
Ричард Ред Ске́лтон (англ. Richard Red Skelton; 18 июля 1913, Нокс, Индиана, США — 17 сентября 1997, Ранчо-Мираж, США) — американский комедиант и актёр, наиболее известный по своим радио- и телешоу периода 1937—1971 годов; в частности, по «The Red Skelton Show». Скелтон снялся в ряде голливудских картин, четырежды становился лауреатом премии «Эмми» — в 1952 (в двух номинациях), 1961, 1986 годах. Обладатель звезды на Голливудской «Аллее славы».
В 1943 году, в разгар Второй Мировой войны, Скелтон организовал сбор средств на постройку истребителя Douglas A-20 Havoc, который в ноябре 1943 года был передан в Советский Союз на Ленинградский фронт. В кабине самолёта Скелтон оставил приветственное письмо, в котором просил, чтобы лётчик, который будет летать на этом самолёте, рассказал о его боевом пути: «Желаю Вам счастья и удачи, успешно бить врага, хотя я знаю — не мне Вам говорить, как надо бить врага». На корпусе самолёта была нанесена коронная фраза Скелтона: «Мы сделали это!» («We Doo’d It!»).
Самолёт Скелтона был распределён в первый гвардейский авиационный полк. В состав экипажа вошли лётчик Пётр Стрелецкий, штурман Николай Афанасьев и радист Иван Трусов. В декабре 1943 года самолёт Реда Скелтона потопил два крупных немецких транспорта. 19 декабря 1943 года по ленинградскому радио был передан текст письма от капитана Стрелецкого, адресованного Скелтону: «Наш американский друг может не сомневаться в том, что экипаж самолёта продолжит и в будущем противостоять врагу изо всех сил». В конце февраля 1944 года, во время торпедной атаки над латвийским портом Лиепая, самолёт был повреждён в результате ударов немецкой ПВО; капитану Стрелецкому, несмотря на ранение в ногу, удалось точно сбросить торпеду и добраться до базы. За этот вылет Стрелецкий был награждён орденом Красного Знамени.
Новый экипаж самолёта, руководимый лётчиком Вадимом Евграфовым и штурманом Виктором Бударагиным, в мае 1944 года потопил семь транспортов противника и был удостоен звания Героев Советского Союза. Вскоре после этого Евграфов погиб.
Третий экипаж самолёта (Павел Сквирский, штурман Мортиков и радист Александр Павлов), в ходе разведывательной миссии, был обстрелян «Фокке-Вульфами»; от полученных повреждений самолёт загорелся, Сквирский и Мортиков успели выпрыгнуть из горящей машины, а радист Павлов погиб.
В 1986 году газета Правда выпустила благодарственную статью, посвящённую Скелтону, которая получила освещение в западной прессе. В 1993 году Павел Сквирский встретился с комиком в Москве и поблагодарил его лично.